# Nausithoos fils d'Ulysse
Pour les articles homonymes, voir Nausithoos.
Dans la mythologie grecque, Nausithoos est un des fils illégitimes d'Ulysse : il est fils de la nymphe Calypso et frère de Nausinoos chez Hésiode, mais fils de la sorcière Circé et frère de Télégonos chez Hygin.
Dans l’Odyssée d'Homère, en revanche, le seul enfant d'Ulysse est Télémaque.